# イリナ・アレクサンドロヴナ

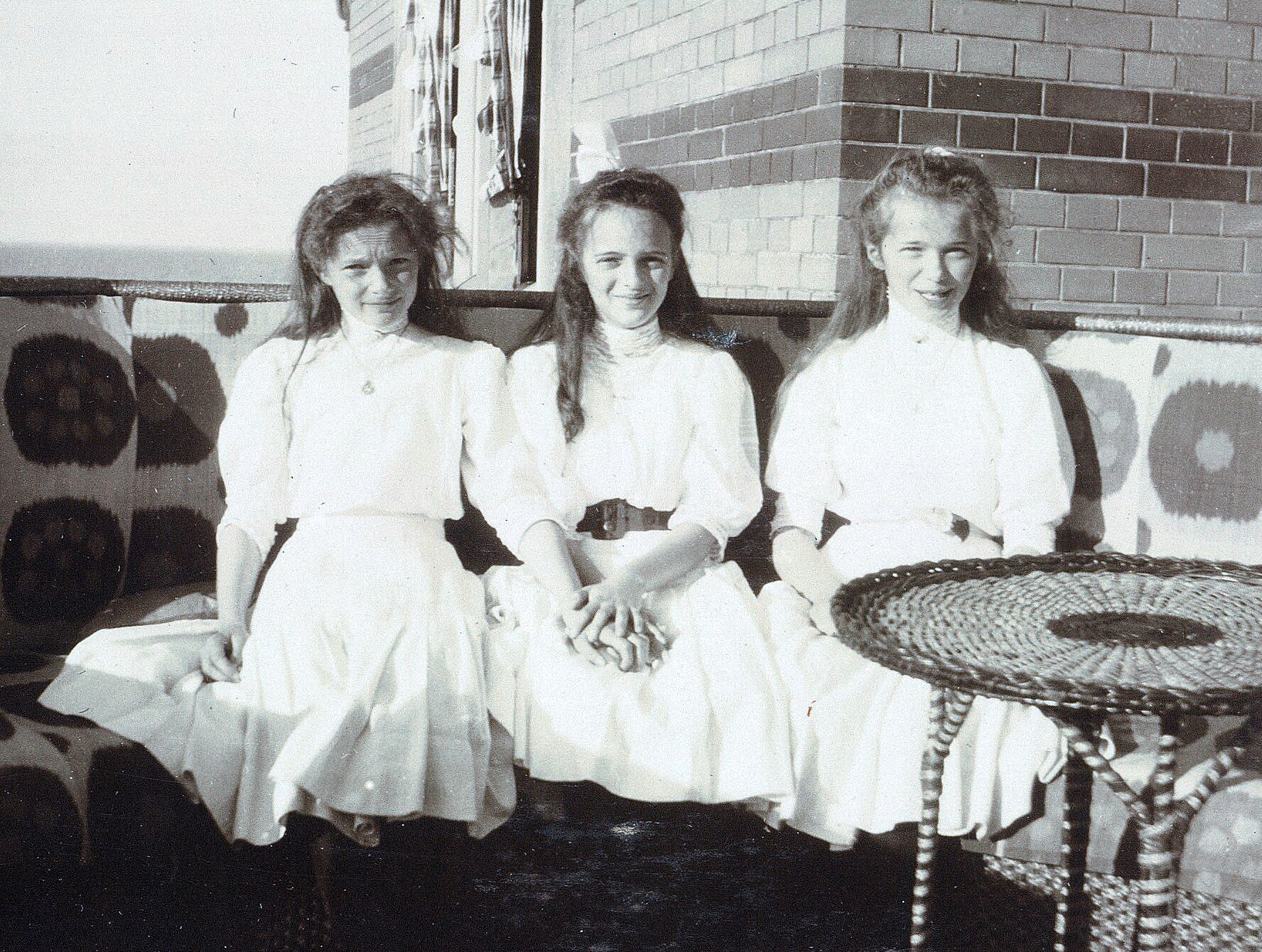
左からタチアナ皇女、イリナ、オリガ皇女（1909年）

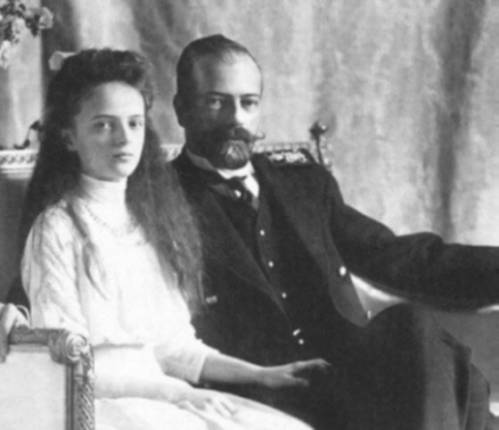
父のアレクサンドル大公と

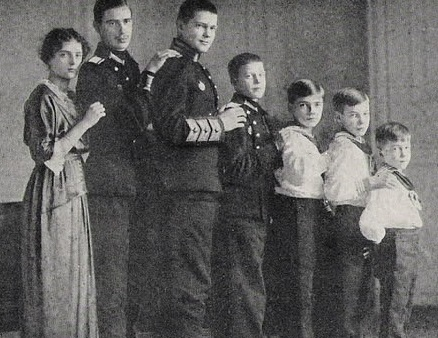
イリナと彼女の6人の弟達。左からイリナ、アンドレイ、フョードル、ニキータ、ドミトリー、ロスチスラフ、ヴァシーリー

イリナ・アレクサンドロヴナ公女またはイリーナ・アレクサーンドロヴナ（ロシア語: Княжна Ирина Александровна Романова, ラテン文字転写: Irina Alexandrovna Romanova, 1895年7月15日 - 1970年2月26日）は、ロシア皇帝ニコライ1世の第4皇子ミハイル・ニコラエヴィチ大公の息子アレクサンドル・ミハイロヴィチ大公（アレクサンドル3世の従弟）とアレクサンドル3世の第1皇女クセニアの第1子として生まれる。ニコライ2世の唯一の姪である。

## 生涯
1914年にフェリックス・ユスポフ公爵と結婚し、翌1915年一人娘イリナ・ユスポヴァをもうけた。ロシア革命が勃発して皇帝ニコライ2世が退位、ロマノフ王朝の専制政治が崩壊して民衆による皇族・貴族の迫害が始まると、イリナは母クセニア一家、祖母マリア皇太后、叔母オリガ一家と他の皇族・貴族と共にクリミアに幽閉された。イギリスの戦艦マールバラがロマノフ家とロシア貴族の救出にクリミアへ差し向けられたため、それに乗船してイギリスへ亡命、その後家族と共に1920年にパリへ移住し、50年にわたる亡命生活を16区オートゥイユ界隈で送り、同地で死去した。